# Tour della nazionale maschile di rugby a 15 delle Figi 2002
Dopo i buoni risultati dei mondiali 1999, la nazionale delle Figi di Rugby Union reca più volte in tour.
Nel 2002, dopo una partita singola in Nuova Zelanda a Giugno, le Figi si recano in Europa. Nessuna vittoria, in cinque match segno di alcuni problemi, legati anche alla indisponibilità dei giocatori impegnati con i club Europei.

## In Nuova Zelanda
Un solo test per questo tour in Nuova Zelanda
| Wellington (Nuova Zelanda) 29 giugno 2002 | Nuova Zelanda | 68 – 18 | Figi |  |

## In Europa
| Cardiff 9 novembre 2002 | Galles | 58 – 14 | Figi | Millennium Stadium |

| Dublino 17 novembre 2002 | Irlanda | 64 – 17 | Figi | Lansdowne Road |

| Stirling 21 novembre 2002 | Scozia A | 45 – 29 | Figi XV |  |

| Edimburgo 24 novembre 2002 | Scozia | 36 – 22 | Figi | Murrayfield |